# 案文
案文（あんもん）は、古文書学の用語の1つ。正文の草案・控・写として作成された文書。土代とも。また、草案・控・写のうち、法的効果を与えられた文書に限定する場合もある。

## 概要
文書を作成する場合には、まず草案にあたる案文・土代を作成し、それを清書を行って正文として相手方に渡す。一方残された案文・土代は控として保管しておく。だが、それ以外にも、正文の内容を第三者に伝える場合や所領・所職を複数に分割する場合、将来火災や盗難によって正文が紛失した場合の紛失状作成のためなどに作成された。また、訴訟の場合には通常は正文が証拠として提出されるが、紛失などを恐れる所有者が然るべき人（通常は上級機関の役人）に正文と案文の文章が同一であることを確認して貰った上で案文の裏に花押を据えて貰った校正裏封案文（きょうせいうらふうあんもん）を作成して、正文の代替として提出することも行われた。通常は案文は具案書（ぐあんしょ）と称され、証拠能力が低いもしくは無いもののされているが、校正裏封案文は正文に準じた扱いが認められていた。また、校正裏封案文に相当する文書が遠隔地への命令書として用いられる場合もあった。
ただし、こうした仕組みが成立したのは中世に入ってからのことである。元々律令制の下では、実際に命令として出された文を「文」、役所に留めておいたものを「案」と称しており、両者は区別されていた。9世紀後半に「案文」の語が登場し、中世になると案文と正文は区別されるようになっていった。正文は相手側に案文は自らの手元に置くようになっていった。
なお、案文の中でも極めて特殊な存在であるのが口宣案である。それは通常口頭で発せされる宣旨の内容を筆記したもので、元々正本に相当する文書が作られず、案文である口宣案が正文の代替とされたからである。